# Randy Wigginton
 (octobre 2013).
Si vous disposez d'ouvrages ou d'articles de référence ou si vous connaissez des sites web de qualité traitant du thème abordé ici, merci de compléter l'article en donnant les références utiles à sa vérifiabilité et en les liant à la section « Notes et références ».
Randy Wigginton est l'un des premiers employés d'Apple où il a officié comme programmeur.
C'est au Homebrew Computer Club qu'il rencontre Steve Wozniak (qui a comme lui et comme Steve Jobs étudié au lycée Homestead High School à Cupertino en Californie), il devient salarié d'Apple en 1976. 
Il accompagne Wozniak lors de la présentation de l'Apple I en décembre 1976 au cours d'une réunion du club.
Il collabore avec Wozniak à la conception matérielle et logicielle de l'Apple II. Il écrit d'ailleurs plusieurs des premiers programmes de cet ordinateur et les routines RWTS (read/write track-sector) du lecteur de disquettes externe 5"1/4 Disk II présenté au salon CES en 1978.
Il quitte Apple en septembre 1981 pour former sa propre entreprise Encore Systems mais il continue à écrire des programmes pour Apple notamment le fameux MacWrite et le tableur Full Impact.